# Plan Z (Alemania)

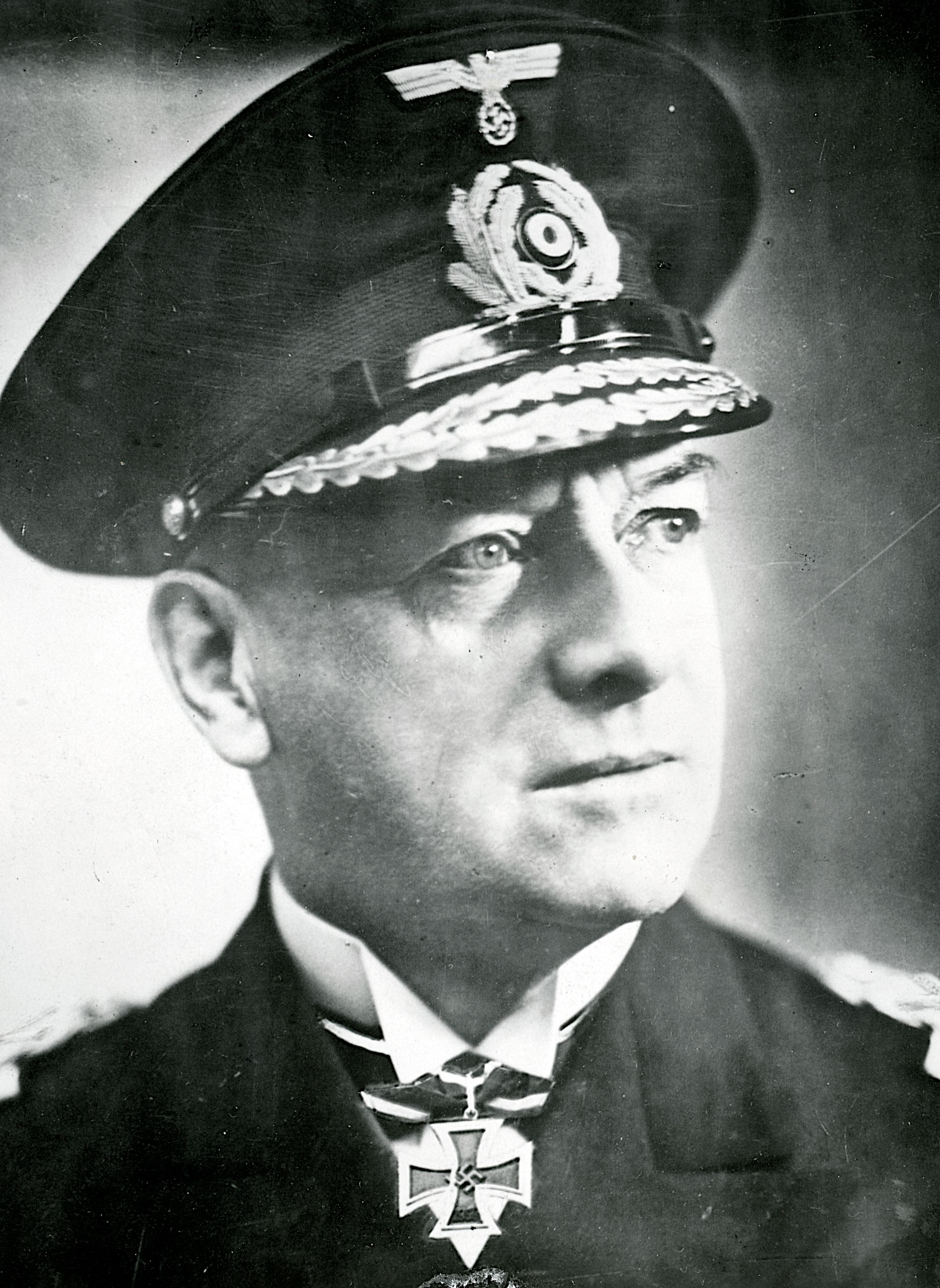
Erich Raeder, Großadmiral (Gran Almirante) entre 1928 y 1943.

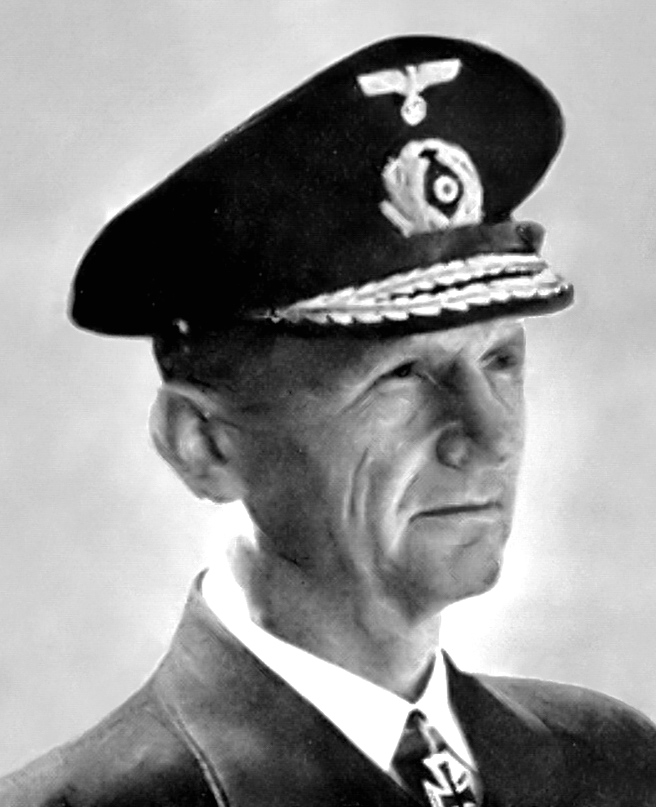
Karl Dönitz, jefe de los submarinos alemanes desde 1936 y Großadmiral (Gran Almirante) entre 1943 y 1945.

El 'Plan Z' fue un programa de construcciones navales de la Kriegsmarine alemana aprobado el 26 de septiembre de 1938. El objetivo era tener una marina capaz de derrotar a la del Reino Unido en un plazo de 10 años. La Segunda Guerra Mundial impidió que el plan se ejecutase por completo.

## Construcción naval bajo el Tratado de Versalles
Tras el final de la Primera Guerra Mundial, las fuerzas armadas alemanas quedaron sujetas a las restricciones del Tratado de Versalles. Para la nueva Reichsmarine, esto significaba que estaba limitada a seis acorazados pre-dreadnought, seis viejos cruceros ligeros, 12 destructores y 12 torpederos. Se podrían mantener en reserva otros dos pre-dreadnought, dos cruceros y cuatro destructores y torpederos cada uno. El primer barco importante que se construyó después de la guerra fue el crucero ligero Emden a principios de la década de 1920. A esto le siguieron otros tres cruceros ligeros de la clase Königsberg: Königsberg, Karlsruhe y Köln, y otros dos barcos que eran versiones modificadas de la clase Königsberg, Leipzig y Nürnberg. Al mismo tiempo, los alemanes crearon una corporación títere, NV Ingenieurskantoor voor Scheepsbouw (IvS), en los Países Bajos para continuar desarrollando secretamente submarinos. Esto fue una violación del artículo 191 del Tratado de Versalles, que prohibía a Alemania poseer o construir submarinos para cualquier propósito. IvS construyó varios submarinos para marinas extranjeras, incluyendo el turco Gür, diseñado por Horacio Echevarrieta y construido en Cádiz, que sentó las bases de los submarinos Tipo I A, y el finlandés Vesikko, construido en Turku y que fue el prototipo para los submarinos Tipo II A.
El tratado también estipulaba que Alemania podría reemplazar sus acorazados pre-dreadnought después de que tuvieran 20 años, pero los nuevos buques no podrían desplazar más de 10 000 toneladas largas. En respuesta a estas limitaciones, los alemanes intentaron construir un poderoso crucero pesado (clasificado como panzerschiff) que superó a los nuevos cruceros pesados construidos por Gran Bretaña y Francia. Mientras que los cruceros pesados diseñados por británicos y los franceses estaban obligados por el Tratado Naval de Washington (y por el subsecuente Tratado Naval de Londres) a tener un calibre de 20,3 cm (8.0 pulgadas) en los buques que desplazasen 10 000 toneladas, los alemanes escogieron armar el Deutschland con seis cañones de 28 cm (11 pulgadas). Los alemanes esperaban que al construir un barco significativamente más poderoso que el que tenían los aliados, podrían obligar a los aliados a admitir a Alemania en el sistema del Tratado de Washington a cambio de cancelar el Deutschland, abrogando así las limitaciones navales impuestas por el Tratado de Versalles. Los franceses se opusieron vehementemente a cualquier concesión a Alemania, por lo que se construyeron el Deutschland y dos unidades más, el Admiral Scheer y el Admiral Graf Spee.
En 1932, el Reichstag aprobó el "Programa de construcción de barcos de reemplazo" (Schiffbauersatzplan) de la Reichsmarine. El programa establecía dos fases de producción separadas, la primera de 1930 a 1936 y la segunda de 1936 a 1943. La fase posterior fue intentada en secreto porque rompía las restricciones del Tratado de Versalles. En 1933, Adolf Hitler pasó a ser canciller de Alemania. Se retiró unilateralmente de las restricciones del Tratado de Versalles y comenzó con la reconstrucción sistemática de las fuerzas armadas. El prestigio adquirido del panzerschiffe llevó al encargo de dos buques mejorados, de la clase D. Estos barcos fueron cancelados y vueltos a encargar como los buques de guerra Scharnhorst y Gneisenau, los cuales eran barcos de 32 000 toneladas largas (33 000 toneladas) armados con nueve cañones de 28 cm y con mucho más blindaje que sus predecesores.
En 1935, Hitler firmó el acuerdo naval anglo-germano, que permitía a Alemania construir un 35% de la fuerza naval de la Royal Navy en todas las categorías de barcos de guerra. El diseño inicial para los dos barcos siguientes, de la clase Bismarck, inicialmente estaban llamados a tener 35 000 toneladas largas y cañones de 13 pulgadas (330 mm), pero para hacer frente a los dos nuevos barcos de guerra franceses de la clase Richelieu, los nuevos barcos alemanes fueron agrandados significativamente hasta las 41 000 toneladas largas con cañones de 15 pulgadas (380 mm).

## Filosofías operacionales y desarrollo
La armada alemana de la posguerra estaba en conflicto sobre qué dirección debería tomar la construcción futura. En septiembre de 1920, el Konteradmiral (Contralmirante) William Michaelis emitió un memorando en el que se establecían los objetivos de la nueva Reichsmarine; estos objetivos enfatizaron la defensa costera en lugar de una expansión significativa. El ejército alemán vio a Polonia como el principal enemigo futuro y la Armada asumió que en un conflicto con Polonia, Francia apoyaría a Polonia. Por lo tanto, la Armada francesa sería el oponente más probable para la Reichsmarine; Se esperaba que Gran Bretaña permaneciera neutral en tal conflicto. La construcción de buques de guerra hasta mediados de la década de 1930 se dirigió principalmente contra la amenaza francesa percibida. Cualquier submarino alemán generalmente apoyaría a una flota principal en lugar de embarcarse en una campaña de asalto de cruceros comerciales y cualquier asalto se haría estrictamente de acuerdo a las reglas de los cruceros. Este punto de vista siguió siendo la ortodoxia establecida hasta mediados de la década de 1930, cuando el entonces Kapitän zur See (capitán en el mar) Karl Dönitz llegó a comandar la rama de submarinos. Dönitz abogó por un regreso a la guerra submarina sin restricciones y por la adopción de la rudeltaktik para abrumar a las defensas de los convoyes.
En la década de 1920, surgió la cuestión de qué hacer que presumiblemente estarían en entrenamientos en el extranjero cuando empezase una guerra. El alto mando decidió que deberían operar como asaltantes comerciales independientes. Cuando el vizeadmiral (vicealmirante) Erich Raeder pasó a estar a cargo de la Reichsmarine en 1928, respaldó completamente el concepto de asaltantes de superficie de largo alcance. Esto fue en gran parte debido a su servicio en la Primera Guerra Mundial como jefe de personal del vicealmirante Franz von Hipper, donde vio a la flota rendida impotente por la aplastante superioridad naval británica. A fines de la década de 1930, la política exterior agresiva de Hitler hizo que el conflicto con Gran Bretaña fuera cada vez más probable, particularmente después de la crisis de Munich de septiembre de 1938. El camino hacia una gran expansión de la flota se allanó poco después, el 14 de octubre, cuando el Generalfeldmarschall (mariscal de campo) Hermann Göring anunció un colosal programa de armamento para aumentar drásticamente el tamaño y el poder de las fuerzas armadas alemanas. El plan debía completarse en 1942, momento en el que Hitler planeaba ir a la guerra contra la alianza anglo-francesa. Sin embargo, le aseguró a Raeder que la guerra no llegaría hasta 1948.
Hitler ordenó que se acelerara la finalización del Bismarck y el Tirpitz, junto con seis nuevos acorazados clase H aún por construir. Estos ocho acorazados formarían el núcleo de una nueva flota de batalla capaz de enfrentarse a la Royal Navy británica. Mientras tanto, Raeder creía que Gran Bretaña podría ser derrotada más fácilmente mediante la estrategia de asalto a la superficie que él prefería. La versión inicial de su plan se basaba en el supuesto de que la flota debería centrarse en panzerschiffe, cruceros de largo alcance y submarinos para atacar el comercio británico.
Estas fuerzas limitarían el poder naval británico y permitirían que un número menor de acorazados operaran en el Mar del Norte. Este primer borrador se llamó Plan X; una revisión simplificada pasó a llamarse Plan Y, pero Hitler rechazó el plan de construcción propuesto por Raeder. Esto llevó al Plan Z, que incluía una flota más equilibrada centrada en los acorazados que Hitler buscaba, que fue aprobado el 27 de enero de 1939. Además de los seis nuevos barcos de combate que Hitler demandaba, el plan pedía ocho nuevos panzerschiffe de tipo Deutschland y 249 submarinos, con la construcción repartida en los siguientes nueve años. Para 1948, la flota alemana iba a incluir un total de 797 barcos. El coste del programa ascendería a 33 billones de reichsmarks gastados durante nueve años. El 1 de marzo se aprobaron nuevas revisiones del número de cruceros y otras embarcaciones. Raeder apoyó el plan y mantuvo su filosofía operativa de utilizar acorazados y portaaviones en grupos de trabajo para apoyar a los "panzerschiffe" y cruceros ligeros que contuviesen el tráfico mercante británico, en lugar de atacar directamente a la Royal Navy en una batalla campal.

## El plan
El plan, aprobado por Hitler el 27 de enero de 1939, contemplaba una flota de superficie compuesta por los siguientes barcos, incluyendo todos los barcos nuevos construidos en las décadas de 1920 y 1930:
| Tipo                  | Proyectados | Completados |
| --------------------- | ----------- | ----------- |
| Acorazados            | 10          | 4           |
| Cruceros de batalla   | 3           | 0           |
| Portaaviones          | 4           | 0           |
| Buques blindados      | 15          | 3           |
| Cruceros pesados      | 5           | 3           |
| Cruceros ligeros      | 13          | 6           |
| Cruceros exploradores | 22          | 0           |
| Destructores          | 68          | 30          |
| Buques torpederos     | 90          | 36          |
| Total                 | 230         | 82          |

Estas cifras incluían los cuatro acorazados clase Scharnhorst y Bismarck ya construidos o en construcción, los tres panzerschiffe clase Deutschland y los seis cruceros ligeros ya en servicio. Para completar el núcleo de la flota del Plan Z, se construirían seis acorazados clase H, tres cruceros de batalla clase O, doce panzerschiffe clase P y dos portaaviones clase Graf Zeppelin con dos más de nuevo diseño. Los cinco barcos de la clase Admiral Hipper cumplieron con el mandato de cruceros pesados, mientras que la clase M de cruceros ligeros cumpliría con el requisito de cruceros ligeros. El diseño del Spähkreuzer de 1938 sería la base para los exploradores de la flota ordenados en el programa. El plan también requería amplias actualizaciones de la infraestructura naval de Alemania para acomodar la nueva flota; se construirían diques secos más grandes en Wilhelmshaven y Hamburgo, y gran parte de la isla de Rügen se retiraría para proporcionar un gran puerto en el Báltico. El Plan Z recibió la máxima prioridad entre todos los proyectos industriales. El 27 de julio de 1939, Raeder revisó el plan para cancelar los doce panzerschiffe de clase P.
En el corto periodo desde la introducción del Plan Z hasta el principio de la guerra contra el Reino Unido el 3 de septiembre solo dos de los grandes barcos del plan, una pareja de acorazados de clase H, habían sido botados; el material para otros cuatro barcos había empezado a ser ensamblado pero no se había llevado a cabo ningún trabajo de construcción. En ese momento los componentes de tres cruceros de batalla estaban en producción, pero todavía no se les habían puesto sus quillas. Dos de los cruceros M habían sido botados, pero también se canceló la producción de estos a finales de septiembre. Los trabajos con la producción del portaaviones Graf Zeppelin fueron cancelados definitivamente en 1943 cuando Hitler finalmente abandonó la flota de superficie después de la debacle en la Batalla del Mar de Barents.

## Impacto en la Segunda Guerra Mundial
Dado que el plan se canceló menos de un año después de su aprobación, los efectos positivos en la construcción naval alemana fueron mínimos. Todos los barcos autorizados por el plan fueron cancelados después del estallido de la guerra, y solo unos pocos barcos de superficie importantes que precedieron al plan se completaron durante el conflicto. Estos incluían el Bismarck y el Tirpitz, junto con los cruceros pesados Blücher y Prinz Eugen. Sin los seis acorazados clase H o los cuatro portaaviones, la Kriegsmarine una vez más no pudo enfrentarse a la Royal Navy en igualdad de condiciones.
La mayoría de los barcos pesados de la Kriegsmarine se utilizaron como asaltantes comerciales en los primeros años de la guerra. Dos de los panzerschiffe, el Deutschland y el Graf Spee, ya estaban en el mar cuando estalló la guerra; el primero tuvo poco éxito y el segundo finalmente quedó atrapado y obligado a hundirse después de la Batalla del Río de la Plata en diciembre de 1939. Desde octubre de 1940 hasta marzo de 1941, el Admiral Scheer realizó una incursión y capturó o hundió diecisiete barcos, lo que la convirtió en la más exitosa de las naves de asalto de superficie alemanas en toda la guerra. Scharnhorst y Gneisenau llevaron a cabo la Operación Berlín, una importante incursión en el Atlántico a principios de 1941. El Bismarck y el Prinz Eugen participaron en la última misión de incursión en el Atlántico, la Operación Rheinübung, en mayo de 1941. El Bismarck hundió el crucero de batalla británico HMS Hood, pero luego él mismo se hundió tres días después. La pérdida de Bismarck llevó a Hitler a prohibir más salidas al Atlántico; los barcos capitales restantes se concentraron en Noruega para su uso como flota y para amenazar a los convoyes árticos de la Segunda Guerra Mundial.
A pesar de que el Plan Z no produjo nuevos buques de guerra a tiempo para la Segunda Guerra Mundial, el plan representaba el pensamiento estratégico del Oberkommando der Marine (OKM, "Alto Mando Naval") en ese momento. Más significativamente, el OKM favoreció a los combatientes de superficie sobre los submarinos que Dönitz necesitaba para su campaña submarina en el Atlántico Norte, lo que lo dejó con solo un puñado de submarinos al comienzo de la guerra. Los dos acorazados de la clase Scharnhorst costaron cerca de 150 millones de reichsmarks cada uno, y los dos barcos de la clase Bismarck costaron casi 250 millones de reichsmarks cada uno; por esa cantidad de dinero los alemanes podrían haber construido más de un centenar de submarinos Tipo VII adicionales. El paso a la guerra de submarinos no se dio definitivamente hasta 1943, momento en el que ya se había perdido la campaña.
La factibilidad del plan nunca había sido considerado por Raeder ni por los planificadores de Kriegsmarine; la construcción de los barcos en sí no era una preocupación, suponiendo que hubiera habido suficiente tiempo disponible. Pero asegurar el combustible necesario para operar la flota probablemente habría sido un problema insuperable. El consumo de combustible se habría más que cuadruplicado entre 1936 y la finalización del programa en 1948, de 1,4 millones de toneladas a aproximadamente 6 millones de toneladas. Y la marina tendría que haber construido unas instalaciones de almacenamiento para 9,6 millones de toneladas de reservas de combustible para permitir solo un año de operaciones en tiempos de guerra; los conflictos más prolongados, por supuesto, requerirían unas reservas aún mayores. En comparación con los requisitos combinados de combustible de la Kriegsmarine, el Heer (Ejército), la Luftwaffe (Fuerza Aérea) y la economía civil, la producción nacional proyectada para 1948 de menos de 2 millones de toneladas de petróleo y 1,34 millones de toneladas de combustible diésel era absurdamente baja.